# Silvio Panciera
Silvio Panciera (Venezia, 21 marzo 1933 – Roma, 16 agosto 2016) è stato un epigrafista e storico italiano.
Fu allievo di Attilio Degrassi, insigne prosecutore della tradizione mommseniana di studi in Italia; proprio ad Attilio Degrassi egli dedicherà il fascicolo di aggiornamento al Corpus Inscriptionum Latinarum (CIL), VI, pars VIII/2.

## Biografia
Con Attilio Degrassi come relatore e con Roberto Cessi come correlatore, Silvio Panciera si laureò all'Università degli studi di Padova il 28 febbraio 1956 (con il massimo dei voti), discutendo una tesi sulla vita economica di Aquileia in età romana.
Subito dopo la laurea, assunse il ruolo di assistente volontario e parallelamente sino alla fine dell’anno scolastico 1955/56 e per l’anno 1956/57 insegnò al liceo, prima a Venezia-Mestre e poi a Treviso.
Nel 1957 si trasferì a Roma dove, per l’anno 1957/58,  ottenne una borsa Fullbright presso American Academy di Roma, di cui era allora direttore Herbert Bloch. Lo stesso Silvio Panciera ebbe più volte occasione di riconoscere quanto quell'esperienza fosse stata fondante per la sua formazione. 
Dal 1959 al 1963, Silvio divise il suo tempo tra l’insegnamento in un ginnasio romano, la libera docenza in Epigrafia latina (1962) e l’insegnamento della stessa presso la Scuola Nazionale di Archeologia (1962/63). 
Nel 1959 ottenne dalla Accademia delle Scienze di Berlino l’incarico di curare i supplementi al Corpus Inscriptionum Latinarum  per il volume VI relativo alle iscrizioni di Roma, incarico che lo accompagnerà per il resto della sua vita (la morte Interruppe la preparazione del fascicolo di aggiornamento ai tituli sacri cui lavorava da tempo).
Nel 1964 Silvio abbandonò l’insegnamento nelle scuole secondarie di secondo grado a seguito dell’esito positivo del concorso per Ispettore nel ruolo degli archeologi, con la specializzazione in Epigrafia e antichità greche e romane: il lavoro decennale (fino al 1973) presso la Soprintendenza alle antichità di Roma segnò un altro importante passaggio nella formazione poiché lo portò ad occuparsi come “epigrafista militante” delle iscrizioni di Roma e del Lazio. È in questi anni che vennero poste le premesse per il riordino delle principali collezioni epigrafiche urbane, il cui risultato più evidente fu la progettazione di un Museo Epigrafico all’interno del Museo Nazionale Romano, con l’inaugurazione nel 1997 delle sale al piano terreno in occasione del Congresso Internazionale di Epigrafia Greca e Latina.
Per tutto il decennio tra il 1964 ed il 1973, alla attività di funzionario egli accompagnò quella di docente di Epigrafia latina presso la Facoltà di Lettere e Filosofia dell’Università di Roma “La Sapienza”, rimasta priva di titolare dopo il pensionamento di Attilio Degrassi (1º novembre 1957).
Vinto nel 1970 il concorso, entrò in ruolo nel 1973 come docente di Epigrafia e antichità romane presso la Facoltà di Lettere e Filosofia dell’Università di Roma “La Sapienza”, dove rimase fino al momento del definitivo collocamento a riposo (1 novembre 2006), tenendo corsi e seminari di alto livello per il corso di laurea, la Scuola di Specializzazione e il Dottorato di ricerca, di cui fu coordinatore.
Infine, nel 2008 fondò Terra Italia Onlus, un'organizzazione senza scopo di lucro, chetutt'ora propone attività nel campo dell'istruzione e della formazione, della promozione della cultura, salvaguardando e sostenendo l'indagine storica sull'Italia romana.

## Attività Accademica
Sottolineando sempre che il dovere dell’epigrafista fosse prima di tutto quello di editore di testi, Silvio Panciera insistette sulla necessità di restituire il documento iscritto al contesto di appartenenza e al mondo che lo ha concepito e prodotto, in questo modo sottraendo l’epigrafia a discussioni erudite e restituendola di pieno diritto alla storia.
Alla ininterrotta attività di docente si è accompagnata una prolifica produzione scientifica in sedi nazionali ed internazionali di alto rilievo, dapprima sulla Regio X, poi sulla epigrafia laziale e soprattutto urbana. Veri punti di riferimento bibliografici sono i suoi lavori di carattere prosopografico, sulle istituzioni, sull’esercito e sull’epigrafia del sacro. 
In questa direzione vanno le iniziative editoriali di cui P. è stato continuatore o promotore, quali i supplementi al Corpus Inscriptionum Latinarum (CIL) per il volume VI (Roma), cui nel 1992 ha dedicato il premio Max Planck vinto con Géza Alföldy per questa iniziativa; le Inscriptiones Italiae; i Supplementa Italica, una collana che si è affiancata alla precedente, nata nel 1981 proprio per iniziativa di P. e di cui sono usciti 27 volumi, e le Imagines, una integrazione fotografica al Corpus Inscriptionum Latinarum (CIL), nata sulla scia di quanto Degrassi aveva fatto per il volume I del CIL (Inscriptiones Latinae antiquissimae ad C. Caesaris mortem), collane queste ultime tre promosse nella sua veste di Segretario, poi Presidente della Commissione per i Supplementi ai corpora epigrafici greci e latini presso l’Unione Accademica Nazionale.
Altre collane da lui create e dirette: Tituli (1980-), Vetera (1987-), Opuscula Epigraphica (1990-), Libitina (1999-), Instrumentum (2002-).
Convinto che “il nostro privilegiato statuto di studiosi” trovi una giustificazione “più nell’utilità collettiva che nell’affermazione individuale” e che le sfide della modernità vadano accolte e guidate, mise le premesse per la creazione dell' Epigraphic Database Roma (EDR), parte costitutiva della federazione internazionale di banche dati epigrafiche denominata Electronic Archive of Greek and Latin Epigraphy (EAGLE), intesa a registrare tutte le iscrizioni anteriori al VII sec. d.C., greche e latine, secondo la miglior edizione esistente e con il corredo di immagini, relativamente a Roma, alla penisola italiana, alla Sicilia e alla Sardegna, con accesso libero e gratuito.

## Onorificenze e Riconoscimenti
1992 - Medaglia Max Planck (Discipline umanistiche)
2009 - Medaglia al merito dell'università Adama Mickiewcza di Poznan
Inoltre, fu membro di accademie ed istituti di ricerca molto prestigiosi:
- Accademia Dei Lincei (socio corrispondente dal 28 luglio 1992, nazionale dal 5 ottobre 2001)[6]
- Accademia Pontificia (socio corrispondente dal 16 dicembre 1971, effettivo dal 1º luglio 1976 e Segretario)[7]
- Accademia Romana di Archeologia[8]
- Heidelberger Akademie der Wissenschaften[9]
- Accademia Bavarese delle scienze[10]
- Finnish Academy of Sciences and letters e Society of the Promotion of Roman[11]

- Istituto Archeologico Germanico[12]
- Istituto Nazionale di Studi Romani[13]
- Association Internationale d'Épigraphie Grecque et Latine (AIEGL) (Presidente nel quinquennio 1992-1997 e della Commissione "Epigrafia e Informatica" della stessa Associazione (1997-2007)